# Ferlin Husky
Ferlin Husky (ur. 3 grudnia 1925, zm. 17 marca 2011) – amerykański piosenkarz country.

## Wyróżnienia
Posiada swoją gwiazdę na Hollywoodzkiej Alei Gwiazd.